# Doxocopa murrina
Doxocopa murrina är en fjärilsart som beskrevs av Hans Fruhstorfer 1907. Doxocopa murrina ingår i släktet Doxocopa och familjen praktfjärilar. Inga underarter finns listade i Catalogue of Life.